# 蔡宏圖
蔡宏圖（1952年8月1日—），臺灣苗栗縣竹南鎮人，臺灣前首富蔡萬霖之次子，國立臺灣大學法律學系畢業，隨後赴美深造，獲得哈佛大學法學碩士與美國南美以美大學法律博士學位，美國律師資格。目前擔任國泰金控董事長一職。

## 簡介
自幼於臺北市西門町成長。初中就讀成淵中學，1970年自師大附中畢業，1974年於國立臺灣大學法律系畢業，隨後赴美国哈佛大學法學院留學取得法學碩士學位(1976)，於1978年獲得美國南美以美大學法律博士學位，並在隔年三月考取美國律師執照。
1995年，蔡萬霖家族曾以85億美元排名全球第六富，成為當年的華裔首富，卻亦是唯一的一年。透過繼承父親龐大的事業，蔡當家霖園集團。目前霖園集團旗下最主要的金融企業乃國泰金融控股股份有限公司。蔡宏圖對外最常使用的名銜即國泰金控董事長（Cathay Financial Holding Co.），帶領旗下包括國泰人壽、國泰世華銀行、國泰醫院等機構。
- 2005年：在佈局第三代接班時，蔡表示他的理念是採由專業經理人來接掌集團的永續發展，並宣布第三代"不一定"要接班[1]，惟企業接班行列尚未明朗。[2]
- 蔡宏圖家族在2007年富比士世界亿万富翁排名中以七十億美元（相當於2371億元新台幣）的身價排名世界第一百零四位，超過郭台銘個人的五十五億美元[3]，为2007年台湾首富。
- 2008年6月：富比士公佈蔡宏圖家族財富淨值八十五億美元，蟬聯台灣第一[4]。
- 2009年：國泰蔡家與同族富邦蔡家在金融領域的競爭上，進入嶄新的階段[5]。
- 2010年：胞弟蔡鎮宇認為於集團內不受尊重，故轉讓其名下所有國泰金控之股票。蔡宏圖遂須由所投資之公司，向兆豐金控辦理$760億元新臺幣的聯貸案。[6]
- 2013年：妻子腦中風後，蔡宏圖退居集團幕後，但目前接班態勢不明顯，尤其在年初才引進中國董事，因此可能真正應驗他自己的話：「不一定由家人接班」！[7]
- 2020年：《富比士》公佈的2020年台灣50大富豪，蔡宏圖及蔡政達兄弟，以合計淨資產71億美元（約新台幣2144億元），排名第2[8]。

## 政商關係
- 蔡宏圖較為親近馬英九，陳水扁總統任內辦的台大法律同學會，連續８年皆拒絕出席[9]。即便如此，蔡宏圖還是和前後任總統為學長弟的關係。

## 家族
- 大伯父：蔡萬生
- 二伯父：蔡萬春
  - 堂兄弟：蔡辰男、蔡辰洲、蔡辰洋、蔡辰鴻、蔡辰威
    - 蔡辰洋的兒子：蔡伯府、蔡伯翰
- 父親：蔡萬霖
  - 兄弟：同母 - 蔡政達（排長子）、蔡宏圖（排次子）、蔡鎮宇（排三子），異母 - 蔡鎮球（排四子）
    - 蔡宏圖的兒子：蔡宗翰[10]、蔡宗憲[11]、蔡宗成[12]。
- 大叔父：蔡萬才
  - 堂兄弟：蔡明忠、蔡明興
- 小叔父：蔡萬得
  - 堂兄弟：蔡志亮、蔡志陽、蔡志英、蔡志文與蔡志萍。

## 参看
- 霖園集團
- 蔡萬霖
- 2007年億萬富翁列表